# Trap för herrar i skytte vid olympiska sommarspelen 2024
Herrarnas trap vid olympiska sommarspelen 2024 ägde rum den 29 och 30 juli 2024 på Centre national de tir sportif i Châteauroux i Frankrike.

## Medaljörer
| Gren | Guld                        | Guld                        | Silver       | Silver       | Brons                      | Brons                      |
| ---- | --------------------------- | --------------------------- | ------------ | ------------ | -------------------------- | -------------------------- |
| Trap | Nathan Hales Storbritannien | Nathan Hales Storbritannien | Qi Ying Kina | Qi Ying Kina | Jean Pierre Brol Guatemala | Jean Pierre Brol Guatemala |

## Resultat

### Kval
| Placering | Idrottare               | Nation                  | 1  | 2  | 3  | 4  | 5  | Totalt | Shoot-off | Noteringar |
| --------- | ----------------------- | ----------------------- | -- | -- | -- | -- | -- | ------ | --------- | ---------- |
| 1         | Qi Ying                 | Kina                    | 25 | 23 | 25 | 25 | 25 | 123    | +7        | 0Q0        |
| 2         | Nathan Hales            | Storbritannien          | 25 | 24 | 24 | 25 | 25 | 123    | +6        | 0Q0        |
| 3         | James Willett           | Australien              | 25 | 24 | 25 | 24 | 25 | 123    | +1        | 0Q0        |
| 4         | Rickard Levin Andersson | Sverige                 | 25 | 24 | 25 | 24 | 25 | 123    | +0        | 0Q0        |
| 5         | Jean Pierre Brol        | Guatemala               | 24 | 25 | 23 | 25 | 25 | 122    | +14       | 0Q0        |
| 6         | Derrick Mein            | USA                     | 23 | 24 | 25 | 25 | 25 | 122    | +13       | 0Q0        |
| 7         | Giovanni Cernogoraz     | Kroatien                | 23 | 25 | 25 | 24 | 25 | 122    | +10       |            |
| 8         | Yu Haicheng             | Kina                    | 25 | 23 | 25 | 25 | 24 | 122    | +6        |            |
| 9         | Mitchell Iles           | Australien              | 24 | 23 | 25 | 25 | 25 | 122    | +3        |            |
| 10        | Driss Haffari           | Marocko                 | 23 | 25 | 25 | 25 | 24 | 122    | +2        |            |
| 11        | Owen Robinson           | Nya Zeeland             | 23 | 25 | 23 | 25 | 25 | 121    |           |            |
| 12        | Yang Kun-pi             | Kinesiska Taipei        | 22 | 25 | 25 | 24 | 25 | 121    |           |            |
| 13        | Mauro De Filippis       | Italien                 | 25 | 24 | 23 | 24 | 25 | 121    |           |            |
| 14        | Alberto Fernández       | Spanien                 | 23 | 25 | 24 | 25 | 24 | 121    |           |            |
| 15        | Oğuzhan Tüzün           | Turkiet                 | 25 | 25 | 23 | 24 | 24 | 121    |           |            |
| 16        | Giovanni Pellielo       | Italien                 | 24 | 24 | 25 | 25 | 23 | 121    |           |            |
| 17        | Khaled Al-Mudhaf        | Kuwait                  | 24 | 25 | 23 | 24 | 24 | 120    |           |            |
| 18        | Jiří Lipták             | Tjeckien                | 24 | 21 | 24 | 25 | 25 | 119    |           |            |
| 19        | Sébastien Guerrero      | Frankrike               | 24 | 23 | 23 | 24 | 25 | 119    |           |            |
| 20        | Eduardo Lorenzo         | Dominikanska republiken | 23 | 25 | 25 | 23 | 23 | 119    |           |            |
| 21        | Prithviraj Tondaiman    | Indien                  | 22 | 25 | 21 | 25 | 25 | 118    |           |            |
| 22        | Andrés García           | Spanien                 | 22 | 24 | 25 | 23 | 24 | 118    |           |            |
| 23        | Saeed Abu Sharib        | Qatar                   | 24 | 22 | 24 | 25 | 23 | 118    |           |            |
| 24        | Mohammad Beyranvand     | Iran                    | 23 | 23 | 24 | 22 | 25 | 117    |           |            |
| 25        | Matthew Coward-Holley   | Storbritannien          | 24 | 22 | 24 | 23 | 24 | 117    |           |            |
| 26        | Marián Kovačócy         | Slovakien               | 22 | 24 | 24 | 24 | 23 | 117    |           |            |
| 27        | William Hinton          | USA                     | 22 | 23 | 23 | 24 | 24 | 116    |           |            |
| 28        | Leonel Martínez         | Venezuela               | 23 | 24 | 23 | 23 | 23 | 116    |           |            |
| 29        | Gianluca Chetcuti       | Malta                   | 24 | 22 | 23 | 25 | 22 | 116    |           |            |
| 30        | Said Al-Khatri          | Oman                    | 23 | 25 | 22 | 21 | 23 | 114    |           |            |

### Final
| Placering | Idrottare               | Nation         | 1  | 2  | 3  | 4  | 5  | Noteringar |
| --------- | ----------------------- | -------------- | -- | -- | -- | -- | -- | ---------- |
| 1         | Nathan Hales            | Storbritannien | 24 | 29 | 33 | 38 | 48 | 0OR0       |
| 2         | Qi Ying                 | Kina           | 23 | 28 | 31 | 35 | 44 |            |
| 3         | Jean Pierre Brol        | Guatemala      | 22 | 26 | 31 | 35 |    |            |
| 4         | Rickard Levin Andersson | Sverige        | 23 | 28 | 30 |    |    |            |
| 5         | Derrick Mein            | USA            | 22 | 26 |    |    |    |            |
| 6         | James Willett           | Australien     | 19 |    |    |    |    |            |